# Hypsiboas varelae
Hypsiboas varelae là một loài ếch thuộc họ Nhái bén.
Đây là loài đặc hữu của Argentina.
Môi trường sống tự nhiên của chúng là sông ngòi, đầm nước ngọt, và đầm nước ngọt có nước theo mùa.